# Ocean’s 12
Ocean’s 12 (Originaltitel: Ocean’s Twelve) ist ein Spielfilm aus dem Jahr 2004 von Steven Soderbergh und die Fortsetzung seines Films Ocean’s Eleven von 2001. Die Besetzung aus dem ersten Teil wurde um weitere bekannte Darsteller ergänzt. Der Film gehört zum Genre der Heist-Movies. Im Jahr 2007 folgte der dritte Teil, Ocean’s 13.

## Handlung
Einige Zeit ist seit dem Casinoraub im ersten Teil vergangen. Danny und Tess Ocean ziehen gerade in ein neues, großes Haus ein, als Terry Benedict auftaucht. Er hat herausgefunden, dass Ocean und sein Team diejenigen waren, die sein Casino ausgeraubt haben. Nun bedroht er Ocean und will innerhalb von vierzehn Tagen die gestohlenen 160 Mio. US-Dollar plus Zinsen zurückhaben, obwohl die Versicherung seinen Schaden beglichen hat.
Um das Geld aufzutreiben, geht Ocean mit seinem Team – bis auf Saul Bloom, der sich aufgrund seines fortgeschrittenen Alters den Strapazen einer solchen Unternehmung nicht mehr gewachsen sieht und seinen Ruhestand genießen möchte – nach Europa; in den Vereinigten Staaten ist ihnen „der Boden zu heiß geworden“. In Amsterdam wollen sie die älteste Aktie der Welt stehlen. Dabei kommt ihnen jedoch jemand zuvor: François Toulour, auch „Nachtfuchs“ genannt, ein französischer Meisterdieb, der bei dem legendären Meisterdieb Gaspar LeMarc in die Lehre gegangen ist. Er zwingt Ocean zu einer Wette: Wenn Ocean und sein Team es schaffen, aus einem Museum in Rom ein Fabergé-Ei zu stehlen, übernimmt Toulour die Schulden bei Benedict.
Eine Agentin von Europol, Isabel Lahiri, jagt Oceans Gruppe. Sie ist abgebrüht genug, zum Zwecke ihrer Ermittlungen Ryans Handy zu stehlen, und fälscht in Rom sogar ein Formular von Europol, um umfassende Unterstützung der lokalen Polizei zu bekommen. Ihr riskanter Einsatz zahlt sich aus – es gelingt ihr, Oceans Team noch beim Aufbau des ersten Versuchs bis auf wenige Mitglieder festzunehmen. Die Verbliebenen rufen in ihrer Bedrängnis durch die wachsende Zeitnot Tess Ocean zu Hilfe. Sie soll sich ihre Ähnlichkeit mit Julia Roberts zunutze machen, die Museumswächter ablenken und so auch mit geschrumpftem Team die Aufgabe erfolgreich beenden. Obwohl sie unerwartete Hilfe durch Saul Bloom bekommen, scheitert dieser Versuch und sie werden ebenfalls festgenommen.
Die Mitglieder von Oceans Gruppe werden an eine resolute Dame ausgeliefert, die als Lahiris Sektionschefin auftritt. Dabei wird offenbart, dass der Hauptplaner der Ereignisse Toulours Mentor LeMarc ist, der geschickt die Stärken und Schwächen der Beteiligten zu nutzen weiß. Zunächst entpuppt sich die Sektionschefin als Caldwells Mutter, die dem Team zur Flucht in die Vereinigten Staaten verhilft. Als Nächstes wird Lahiri von Ryan überredet, ihn zu begleiten, um ihren totgeglaubten Vater, LeMarc, wiederzusehen. Tess und Danny Ocean besuchen Toulour und fordern die Wettschulden ein. Denn obwohl Toulour glaubt, das Fabergé-Ei bereits in der ersten Nacht in Rom gestohlen zu haben, hat er damit nur eine Kopie in die Hände bekommen; Oceans Team hatte das echte Ei nach Hinweisen von LeMarc bereits auf dem Weg von Paris nach Rom an sich gebracht und weitere Diebstahlversuche nur zur Ablenkung unternommen. Das Ei geht als Gegenleistung für die Unterstützung des Teams – und de facto dessen Rettung – an LeMarc.
Ohne persönliches Risiko hat LeMarc somit seine Tochter wiedergefunden und ist in den Besitz des Fabergé-Eies gelangt. Zähneknirschend begleicht Toulour seine Wettschulden. Als Benedict von Reuben Tishkoff seinen Scheck bekommt, werden sie von dem als Reinigungskraft getarnten Toulour beobachtet.

## Synchronisation
Die deutsche Synchronisation entstand nach einem Dialogbuch von Alexander Löwe unter der Dialogregie von Frank Schaff im Auftrag der Interopa Film GmbH in Berlin. Die Synchronsprecher des Vorgängers wurden dazu verpflichtet, ihre Schauspieler erneut zu sprechen.
| Rolle                | Schauspieler/in      | Deutsche Stimme       |
| -------------------- | -------------------- | --------------------- |
| Daniel „Danny“ Ocean | George Clooney       | Martin Umbach         |
| Rusty Ryan           | Brad Pitt            | Tobias Meister        |
| Linus Caldwell       | Matt Damon           | Matthias Hinze        |
| Isabel Lahiri        | Catherine Zeta-Jones | Arianne Borbach       |
| Tess Ocean           | Julia Roberts        | Daniela Hoffmann      |
| Terry Benedict       | Andy García          | Stephan Schwartz      |
| Basher Tarr          | Don Cheadle          | Dietmar Wunder        |
| Frank Catton         | Bernie Mac           | Jan Odle              |
| Virgil Malloy        | Casey Affleck        | Björn Schalla         |
| Turk Malloy          | Scott Caan           | Gerrit Schmidt-Foß    |
| François Toulour     | Vincent Cassel       | Patrice Luc Doumeyrou |
| Reuben Tishkoff      | Elliott Gould        | Roland Hemmo          |
| Saul Bloom           | Carl Reiner          | Friedrich G. Beckhaus |
| Livingston Dell      | Eddie Jemison        | Hans Hohlbein         |
| Matsui               | Robbie Coltrane      | Axel Lutter           |
| Roman Nagel          | Eddie Izzard         | Olaf Reichmann        |
| Linus’ Mutter        | Cherry Jones         | Helga Sasse           |
| Gaspar LeMarc        | Albert Finney        | Otto Mellies          |
| Bruce Willis         | Bruce Willis         | Manfred Lehmann       |
| Supermodel           | Mini Anden           | Ghadah Al-Akel        |
| Bashers Ingenieur    | Jared Harris         | Lutz Schnell          |
| Malermeister         | Don Tiffany          | Stefan Fredrich       |
| Topher Grace         | Topher Grace         | Timmo Niesner         |
| Bulldog              | Scott L. Schwartz    | Andreas Hosang        |

## Ausstrahlung in Deutschland
Die deutsche Free-TV Premiere erfolgte am 7. Oktober 2007 zur Primetime auf ProSieben. Den Film verfolgten insgesamt 4,15 Mio. Zuschauer bei einem Marktanteil von 12,8 %. Der Marktanteil in der werberelevanten Zielgruppe lag bei 23,2 % durch 3,22 Mio. Zuschauer.

## Kritiken
„Bisweilen schießt die Inszenierung übers Ziel hinaus und verliert über der Masse an charismatischen Stars, Schauplätzen und Finten den Faden; dennoch unterhält der von einer stimmigen Musik rhythmisch getragene, mit deutlicher Lust am Überdrehten inszenierte und gespielte Film ohne tiefere Ambitionen.“

## Auszeichnungen (Auswahl)
- Komponist David Holmes gewann im Jahr 2005 einen BMI Film Music Award.
- Die Deutsche Film- und Medienbewertung (FBW) in Wiesbaden verlieh dem Film das Prädikat „besonders wertvoll“.[6]

## Trivia

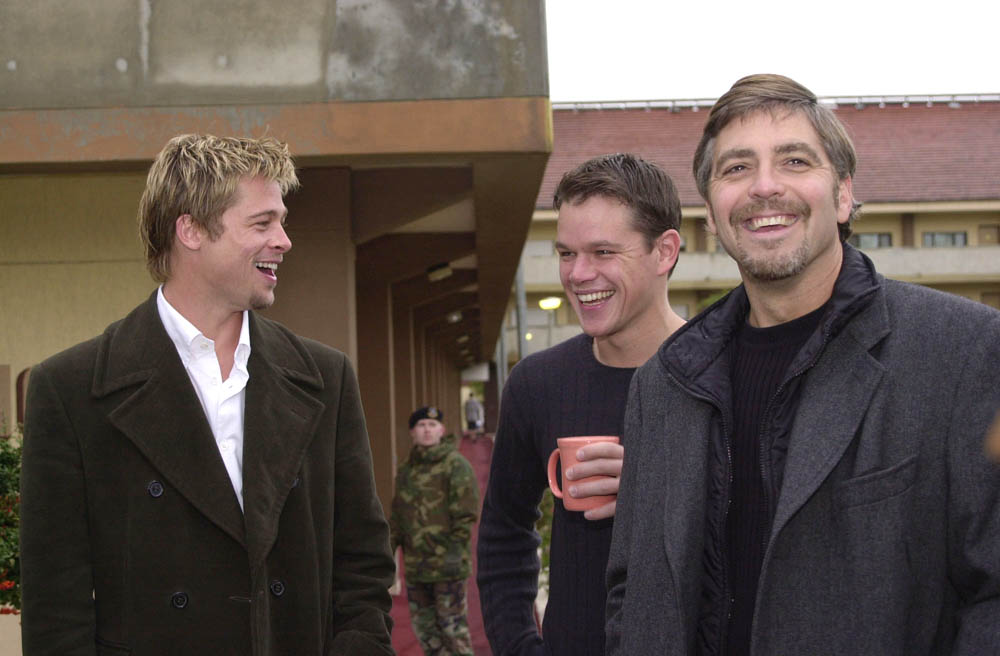
Die drei Hauptdarsteller Brad Pitt, Matt Damon und George Clooney (v. l. n. r.)

- Neben den vielen prominenten Schauspielern des ersten Teiles spielen im zweiten Teil zudem Catherine Zeta-Jones, Vincent Cassel, Albert Finney und Bruce Willis (als er selbst) mit.
- Die Anspielungen auf einen Film mit Bruce Willis („als sie im Restaurant nicht mit Ihnen redete, wusste ich es“) und das erwähnte Einspielergebnis von 675 Mio. beziehen sich auf The Sixth Sense.
- Das Fabergé-Ei aus der Handlung ist das teuerste aus der Reihe von Schmuckeiern und das Krönungs-Ei von 1897, das der russische Zar Nikolaus II. seiner deutschen Gemahlin Alexandra schenkte.
- In Rom soll dieses Ei in der „Galleria D'Arte di Roma“ ausgestellt werden, die in der Realität aber nicht existiert. Die Szene wurde an der British School at Rome gedreht.
- Das von Rusty verwendete (und von Isabel gestohlene) Mobiltelefon ist ein Siemens S65 mit dem Klingelton Pretty in Pink von The Psychedelic Furs.
- Bei dem Casino, in dem der Nachtfuchs erstmals zu sehen ist, handelt es sich um die Spielbank von Monte Carlo. Zudem wechselt bei jeder Kameraeinstellung die weibliche Begleitung des Diebes, sodass er insgesamt mit acht verschiedenen Frauen zu sehen ist.
- Einzelne Szenen wurden in Clooneys Villa in Laglio am Comer See gedreht.[7]
- Weltweit spielte der Film 363 Mio. US-Dollar ein, darunter 125 Mio. in den Kinos der Vereinigten Staaten l.[8] Er war damit  weniger erfolgreich als sein Vorgänger Ocean’s Eleven, der weltweit auf 450 Mio. US-Dollar kam.